# 1184
Năm 1184 trong lịch Julius.

## Sinh
- 11 tháng 4-William của Winchester, Chúa của Lunenburg (mất 1213)
- Eleanor, Hội chợ Maid của Brittany (mất 1241)
- Saadi, nhà thơ người Iran (mất 1291)